# Kalamata (aceite)
Kalamata (Καλαμάτα en griego) es una indicación geográfica griega con denominación de origen protegida para los aceites de oliva  vírgenes extra que, reuniendo las características definidas en su reglamento, hayan cumplido con todos los requisitos exigidos en el mismo. 
El aceite se obtiene desde hace siglos de los olivares de la zona de producción, donde también se lleva a cabo la transformación del fruto. Este se exprime y muele en almazaras tradicionales. El aceite de oliva obtenido tiene un color amarillo verdoso.

## Zona de producción
La zona de producción de los aceites de oliva amparados por la Denominación de Origen Kalamata está constituida por terrenos ubicados en el municipio de Kalamata, en la prefectura de Mesenia.